# مرسيليائية تيشانية
مرسيليائية تيشانية (الاسم العلمي: Massilia tieshanensis) هي نوع من البكتيريا، سلبية الغرام، تتبع المرسيليات.